# Macey (Manche)
Macey est une ancienne commune française du département de la Manche et de la région Normandie, devenue le 1er janvier 2016 une commune déléguée au sein de la commune nouvelle de Pontorson.
Elle est peuplée de 107 habitants.

## Géographie
La commune est au sud-ouest de l'Avranchin. Son bourg est à 5,5 km à l'est de Pontorson, à 10 km au nord-ouest de Saint-James, à 11 km au sud-est du Mont-Saint-Michel et à 18 km au sud-ouest d'Avranches.
Macey est partagé entre le bassin du Couesnon, par son affluent le ruisseau de la Besnerie, et celui de la Guintre, court fleuve côtier, par son affluent le ruisseau du Hamel qui délimite l'est du territoire. Deux des affluents du ruisseau du Hamel l'aident à collecter les eaux des deux tiers nord-est de la commune tandis que le ruisseau de la Besnerie, traversant le bourg, draine le tiers restant.
Le point culminant (74 m) se situe en limite sud, près du lieu-dit la Cour. Le point le plus bas (16 m) correspond à la sortie du ruisseau du Hamel du territoire, au nord.
| Tanis                                                          | Tanis                             | Servon, Vergoncey (comm. nouv. de Saint-James)  |
| Tanis, Pontorson (commune déléguée) (comm. nouv. de Pontorson) | Macey                             | Vergoncey (comm. nouv. de Saint-James)          |
| Pontorson (commune déléguée) (comm. nouv. de Pontorson)        | Vessey (comm. nouv. de Pontorson) | La Croix-Avranchin (comm. nouv. de Saint-James) |

## Toponymie
Le nom de la localité est attesté sous la forme Macei vers 1025.
Le toponyme serait issu du nom de personne roman Massius et du suffixe gallo-roman de propriété -acum.
Le gentilé est Macéen.

## Histoire
Un Hugue ou Hugo de Macey ou Maci est cité sur les listes de Falaise et de Dives parmi les compagnons de Guillaume le Conquérant. La localité de Durham Massey (Cheshire) a conservé son nom.
Au XVe siècle, la paroisse avait pour seigneur Jean Le Roy, qui fut chambellan de Louis XI, et qui, en 1487, le nomma vicomte d'Avranches.
En 1815, Macey (324 habitants en 1806) absorbe Cormeray (185 habitants). Cormeray reprend son indépendance en 1848. Le 1er janvier 1973, la commune s'associe à Vessey ; l'association est dissoute le 1er janvier 1980.
Le 1er janvier 2016, Macey intègre avec deux autres communes la commune de Pontorson créée sous le régime juridique des communes nouvelles instauré par la loi no 2010-1563 du 16 décembre 2010 de réforme des collectivités territoriales. Les communes de Macey, Pontorson et Vessey deviennent des communes déléguées et Pontorson (commune déléguée) est le chef-lieu de la commune nouvelle.

## Politique et administration
| Période                                  | Période       | Identité                             | Étiquette                  | Qualité             |
| ---------------------------------------- | ------------- | ------------------------------------ | -------------------------- | ------------------- |
| 1820                                     | 1843          | Pierre-Charles Postel                |                            |                     |
| 1855                                     | 1912          | Gaston de Cacqueray de Saint-Quentin |                            |                     |
|                                          |               |                                      |                            |                     |
| 1920                                     | 1946          | Michel Bailleul                      | Concentration républicaine |                     |
| 1978                                     | mars 2001     | Jean-Claude Marie dit Dinard         |                            |                     |
| mars 2001                                | décembre 2016 | Sébastien Robidel                    | UMP-LR                     | Exploitant agricole |
| Les données manquantes sont à compléter. |               |                                      |                            |                     |

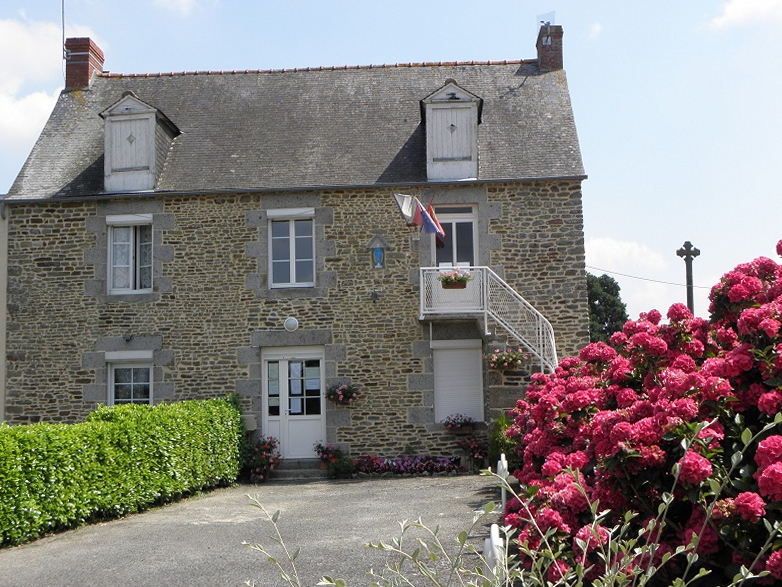
La mairie.

Le conseil municipal était composé de onze membres dont le maire et trois adjoints. Ces conseillers intègrent au complet le conseil municipal de Pontorson le 1er janvier 2016 jusqu'en 2020 et Sébastien Robidel devient maire délégué.

## Démographie
En 2021, la commune comptait 107 habitants. Depuis 2004, les enquêtes de recensement dans les communes de moins de 10 000 habitants ont lieu tous les cinq ans (en 2006, 2011, 2016, etc. pour Macey) et les chiffres de population municipale légale des autres années sont des estimations.
Macey a compté jusqu'à 501 habitants en 1821.
| 1793 | 1800 | 1806 | 1821 | 1831 | 1836 | 1841 | 1846 | 1851 |
| ---- | ---- | ---- | ---- | ---- | ---- | ---- | ---- | ---- |
| 260  | 231  | 324  | 501  | 481  | 475  | 466  | 498  | 326  |

| 1856 | 1861 | 1866 | 1872 | 1876 | 1881 | 1886 | 1891 | 1896 |
| ---- | ---- | ---- | ---- | ---- | ---- | ---- | ---- | ---- |
| 372  | 351  | 345  | 306  | 292  | 264  | 247  | 243  | 237  |

| 1901 | 1906 | 1911 | 1921 | 1926 | 1931 | 1936 | 1946 | 1954 |
| ---- | ---- | ---- | ---- | ---- | ---- | ---- | ---- | ---- |
| 227  | 220  | 211  | 212  | 224  | 200  | 201  | 206  | 198  |

| 1962 | 1968 | 1975 | 1982 | 1990 | 1999 | 2006 | 2011 | 2016 |
| ---- | ---- | ---- | ---- | ---- | ---- | ---- | ---- | ---- |
| 192  | 153  | 124  | 122  | 109  | 98   | 104  | 117  | 124  |

| 2019 | - | - | - | - | - | - | - | - |
| ---- | - | - | - | - | - | - | - | - |
| 108  | - | - | - | - | - | - | - | - |

## Lieux et monuments
- Église Saint-Sulpice (XVIIe – XVIIIe siècles) avec une tour coiffée d'un dôme et une fenêtre du chœur flamboyante. Elle abrite un maître-autel (XVIIIe), une Vierge à l'Enfant (XVIe), un christ en croix (XVIIe)[6].
- Chapelle du château de Macey. Possession des Le Roy de Macey, le château est détruit par les bombardements de 1944. Il n'en subsiste que la chapelle. Jean-Victor Tesnière (1763-1811), sieur de Brémesnil, lieutenant-général du bailliage, maire d'Avranches d'octobre 1787-février 1790, réélu et qui démissionnera en juin 1790, premier président de l'administration départementale, et sera de 1807 à 1811, député du corps législatif, fut le propriétaire du château de Macey[6].
- Croix de cimetière (XVe siècle).
- Calvaire et croix de chemin (XIXe siècle).